# توم وجيري (مجلة سعودية)
مجلة توم وجيري هي مجلة سعودية مترجمة، تصدر عن شركة يونج فيوتشر المحدودة، وتصدرها شركة تهامة للتوزيع تحت شعار: "الفائدة والمتعة من يونج فيوتشر (شباب المستقبل)"، وتعتمد السلسلة على شخصيتي توم وجيري الأمريكيتين، حيث يضم كل عدد قصة كاملة أو مجموعة قصص متناثرة تحمل السلسلة شعار المتعة والفائدة دائماً في مكتبتكم، ليس هناك مؤلفون أو رسامون باعتبار أن المطبوعة تضم أعمالاً مترجمة مأخوذة حقوقها من شركة أمريكية، توجه المجلة إلى الأطفال من سن السابعة إلى أعمار متفرقة باعتبار أن شخصيتي توم وجيري شخصيتان معروفتان لأعمار متباينة، لا توجد مسابقات، ولا تنشر المطبوعة صوراً للقراء لكنها تنشر تسالي بين الصفحات الكرتونية مثل الاختلافات وملاحظات الأذكياء والتلوين، ولا يوجد أي تاريخ للإصدار أو لهيئة التحرير، كما أن بعض أعداد المجلة صدرت عبارة عن مطوية من 24 صفحة ملونة بداخلها بوستر لأحد شخصيات توم وجيري، عدد الصفحات 34 أبيض وأسود، ما عدا الغلافان فإنهما ملونان.